# Tactics Ogre: The Knight of Lodis
Tactics Ogre: The Knight of Lodis (タクティクスオウガ外伝 El caballero de Lodis Takutikusu Ōga Gaiden The Knight of Lodis?, "Una historia paralela a Tactics Ogre: The Knight of Lodis") es un juego de estrategia táctico diseñado por Quest. Fue oficialmente lanzado por Nintendo en Japón el 2001 para Game Boy Advance, y luego por Atlus en América del Norte el 2002.
Tal como en Tactics Ogre: Let Us Cling Together, Tactics Ogre: The Knight of Lodis presenta batallas tácticas en un entorno isométrico. El jugador tiene escaso control fuera de la batalla, tiene un movimiento limitado en el mapa, una opción de tienda rudimentaria, un menú de opciones, y una opción para participar en sesiones de entrenamiento en contra de sus misma unidades donde pueden ganar experiencia. Los personajes pueden ser reclutados o adquiridos en combate, y hay clases intercambiables y una amplia gama de armas, equipamiento y hechizos mágicos.

## Trama
Tactics Ogre: The Knight of Lodis narra las aventuras de Alphonse Loeher. El juego de Game Boy Advance transcurre antes de los eventos del capítulo cinco - Ogre Battle: March of the Black Queen y el capítulo seis Ogre Battle 64: Person of Lordly Caliber y siete Tactics Ogre: Let Us Cling Together los cuales trascurren simultáneamente.
Ovis es brutalmente oprimida por los caballeros de Lodis. Alphonse es un caballero perteneciente a la unidad de Rictor Lasanti, la Order of the Sacred Flame (Orden de la Llama Sagrada), y es enviado a Ovis. Luego  por un accidente se separa del ejército principal, conoce a Eleanor Olato e Ivanna Batraal, dos aldeanas de las cuales eventualmente averigua la horrible verdad sobre los eventos que tuvieron lugar en Ovis.
Mientras la historia se desarrolla, Alphonse comienza a cuestionarse las acciones y motivos de Rictor. Comienza a encontrar la verdad, empezando con el tío de Ivanna, el siniestro regente Naris Batraal, y la lanza secreta, Longicolnis, que es la única arma que puede dañar la piel del ángel caído, Shaher. Más tarde se sabe que Rictor sabía sobre la lanza sagrada desde un principio y que quería obtenerla para el imperio de Lodis. Cerca de la mitad del juego, el jugador tiene dos opciones, una de las cuales desemboca en una pelea contra Rictor. De hecho, las decisiones del jugador afectan significativamente todos los elementos que siguen.
El juego posee cinco finales distinto (la escena de game over, que aparece si se pierde contra el jefe final también cuenta). El final "A+"presenta una secuencia adicional que detalla el pasado de Lans Tartare. Para conseguir el final A+, se deben conseguir ciertas condiciones, incluyendo completar en juego en menos de 25 horas. La secuencia exacta del final depende, de entre muchas cosas, de la opción que se eligió a mitad del juego y la presencia de Eleanor en la batalla. En particular, el final "D" excluye la presencia de Eleanor.

## Música
Existen una serie de discos de música de los juegos, incluyendo:
- Tactics Ogre: Let Us Cling Together
- Ogre: Grand Repeat
- Ogre Battle 64: Person Of Lordly Caliber - Original Soundtrack
- Ogre Battle Image Album: The Entrance

## Recepción
Gamespot.com premió el juego como RPG del año para Game Boy Advance en el 2002.